# La judía de Toledo
La judía de Toledo (Die Jüdin von Toledo) es una novela histórica de 1955 del escritor alemán Lion Feuchtwanger.

## Temas
El foco de historia está ambientado en la "Época dorada de la cultura judía" dentro de la Edad Media en España. La novela describe un hecho histórico que ha ocupado la imaginación de muchos autores: la pasión que el rey Alfonso VIII sintió por la judía Raquel de Toledo. Este hecho se recoge en la Crónica General (1270) de su biznieto, el rey Alfonso X el sabio, recogido por Feuchtwanger en el prólogo de la historia: "El rey se enamoró locamente de una judía que tenía por nombre la Fermosa y olvidó a su esposa". El romance de Lorenzo de Sepúlveda también menciona el asunto:

A Toledo fue Alfonso

Con la reina joven y bella

Pero el amor lo cegó

Y se engañó por amor

Se prendó de una judía

cuyo nombre era Fermosa

Si, Fermosa se llamaba

Y la llamaban así con justicia

Y por ella olvidó él a su reina.

## Influencias
Ya Lope de Vega escribió una pieza con el mismo título y tema: La Judía de Toledo, así como el dramaturgo Franz Grillparzer en 1851, obra estrenada en Praga en 1872. Por su parte, el narrador Abraham S.Marrache es autor de la novela histórica La Historia de Fermosa.
Lion Feuchtwanger dijo que con esta novela no pretendía glorificar el heroísmo descabellado de aquella época, sino revivir y reflejar el mundo caballeresco de la Edad Media.
A su vez la obra ha influido en varias novelas que indagan en la misma historia de amor, entre ellas "La maldición de la reina Leonor" del humorista y escritor español José María Pérez "Peridis".